# Passerelle (Bildung)
Die Passerelle ist in der Schweiz eine Ergänzungsprüfung zur Berufsmatura oder Fachmatura und berechtigt zur Aufnahme an einer universitären Hochschule (Universität oder ETH) in der Schweiz. Universitäten im Ausland können die Prüfung auf freiwilliger Basis anerkennen, sind also nicht dazu verpflichtet. Die Vorbereitung auf die Passerelleprüfung kann entweder im Selbststudium oder an einer Schule mit entsprechendem Angebot durchgeführt werden (siehe Weblinks). Im Frühjahr 2005 fand erstmals eine Passerelleprüfung statt.

## Rechtliche Grundlagen
Als Grundlage für die Passerelle erliess der Bundesrat im Jahr 2003 die Verordnung über die Anerkennung von Berufsmaturitätsausweisen für die Zulassung zu den universitären Hochschulen.

## Fächer und Bewertung
Die Passerelleprüfung wird in folgenden Fächern abgelegt:
- erste Landessprache
- zweite Landessprache (Deutsch, Französisch oder Italienisch) oder Englisch
- Mathematik
- Bereich Naturwissenschaften (Biologie, Chemie, Physik)
- Bereich Geistes- und Sozialwissenschaften (Geschichte und Geografie)

Die Fächer Deutsch, zweite Landessprache oder Englisch, sowie Mathematik werden schriftlich und mündlich geprüft. Die Bereiche Naturwissenschaften, Geistes- und Sozialwissenschaften erfolgen hingegen nur schriftlich. Die Leistungen in den einzelnen Fächern werden auf halbe Noten genau angegeben (1 = schlechteste, 6 = beste, unter 4 = ungenügend). Alle fünf Noten haben das gleiche Gewicht und werden zu einer Gesamtpunktzahl addiert. Zum Bestehen der Prüfung müssen mindestens 20 Punkte erreicht werden, es dürfen maximal zwei Noten unter 4 liegen und keine unter 2.
Verschiedene staatliche und private Schulen bieten eine Vorbereitung zu den Passerellenprüfungen innert 1 bis 1,5 Jahren an. Um als Schule für die Abnahme der Passerellenprüfung zugelassen zu werden, muss sie berechtigt sein, Maturaprüfungen abzunehmen. So werden die Prüfungen in kantonalen Schulen im Hause abgelegt; Schüler von Privatschulen legen die eidgenössische Prüfung in Bern ab. Die Passerellenprüfungen der kantonalen Schulen werden von diesen gemeinsam ausgearbeitet; sie kann sich von der eidgenössischen unterscheiden.
Früher wurde nur eines der naturwissenschaftlichen Fächer geprüft. Ob Biologie, Chemie oder Physik geprüft wird, wurde durch das Los entschieden. Im Jahr 2005 wurde Chemie ausgelost, im Jahr 2006 auf eidgenössischer Ebene Biologie und auf kantonaler Chemie. Dieses Verfahren wurde von verschiedenen Seiten bekämpft.
So startete die Passerelle 06/07 im Glauben, alle naturwissenschaftlichen Fächer abschliessen zu müssen.
Nachdem die Konferenz der kantonalen Erziehungsdirektoren aber auf dem Verfahren beharrte, ist auch im 2007 am 2. Mai ein Fach ausgelost worden. Es ist Physik auf eidgenössischer und kantonaler Ebene. Ab dem Jahre 2008 werden alle 3 Fächer geprüft.
Die Prüfung kann bei Nichtbestehen einmal wiederholt werden. Fächer, in denen beim ersten Versuch mindestens eine 5 erreicht wurde, müssen nicht wiederholt werden. Die Erfolgsquote liegt bei ca. 70 % der zur Prüfung antretenden Studierenden. Die Erfolgsquote von Beginn des Studiengangs bis zum Abschluss liegt bei ca. 40 %.

## Änderungen ab 2009
Ab Herbst 2009 gelten für alle Kandidierenden die neuen Richtlinien  (also auch für Repetierende, die zu den ab Herbst 2009 durchgeführten Prüfungen antreten). Gemäss den neuen Richtlinien werden Biologie, Chemie und Physik zu drei gleichen Teilen à 100 Minuten geprüft.